# Mário Costa
Mário Jorge Faria da Costa (Póvoa de Varzim, 15 november 1985) is een Portugees voormalig wielrenner. Costa is de oudere broer van voormalig wereldkampioen Rui Costa. Bij Lampre-Merida was hij in 2015 en 2016 ploeggenoot van zijn broer.
In oktober 2010 werd bekend dat hij, samen met zijn broer, na de Portugese kampioenschappen op 23 juni betrapt was op het gebruik van methylhexanamine. Hij heeft echter kunnen aantonen dat die positieve test te wijten was aan een vervuild voedingssupplement.

## Overwinningen
2003
 Portugees kampioen op de weg, Junioren

## Resultaten in voornaamste wedstrijden
| Jaar | Ronde van Italië | Ronde van Frankrijk | Ronde van Spanje |
| ---- | ---------------- | ------------------- | ---------------- |
| 2016 |                  |                     | opgave           |

| Jaar | Parijs-Roubaix | Amstel Gold Race | Luik-Bast.‑Luik | Waalse Pijl |
| ---- | -------------- | ---------------- | --------------- | ----------- |
| 2016 | opgave         | 64e              | opgave          | 118e        |

## Ploegen
- 2004- ASC-Guilhabreu-Vila do Conde
- 2005- Santa Maria da Feira-E-Leclerc
- 2006- Santa Maria da Feira-E-Leclerc-Moreira Congelados
- 2007- SL Benfica (U23)
- 2008- SL Benfica
- 2009- Barbot-Siper (vanaf 01/07)
- 2010- Barbot-Siper
- 2011- Louletano-Loulé Concelho
- 2013- OFM-Quinta da Lixa
- 2014- OFM-Quinta da Lixa
- 2015- Lampre-Merida
- 2016- Lampre-Merida

Antunes · Azevedo · Barbosa · Benítez · Castanheira · M. Costa · R. Costa · Lopes · Mendes · Miranda · Petrov · Pinto · Plaza · Pradera · B. Sancho · H. Sancho
Barros · Caldeira · Carvalho · Costa · Fernandes · Fernández · Marque · Matias · Oliveira · Prades · Rosendo · Veloso
Barros · Bras · Caldeira · Carvalho · Cipriano · Costa · Durán · Fernandes · Fernández · Matias · Oliveira · Prades · Ribeiro · Sousa · Veloso · Vilela
Bonifazio · Bono · Cattaneo · Cimolai · Conti · M. Costa · R. Costa · Đurasek · Feng · Ferrari · Grmay · Kasjavy · Modolo · Mori · Niemiec · Oliviera · Pibernik · Plaza · Polanc · Pozzato · Richeze · Serpa · Ulissi · Valls · Xu · Ganna (stagiair) · Pacioni (stagiair) · Ravasi (stagiair)
Arashiro · Bono · Cattaneo · Cimolai · Conti · M. Costa · R. Costa · Đurasek · Feng · Ferrari · Grmay · Kasjavy · Kump · Meintjes · Modolo · Mohorič · Mori · Niemiec · Petilli · Pibernik · Polanc · Ulissi · Xu · Zurlo · Masnada (stagiair) · Ravasi (stagiair) · Troia (stagiair)